# 米爾斯峰
74°14′S 163°54′E / 74.233°S 163.900°E
米爾斯峰（英語：Mills Peak）是南極洲的山峰，位於維多利亞地的斯科特海岸，屬於冷藏山脈的一部分，處於冷藏山脈西面，海拔高度1,420米，美國地質調查局根據測量和該國海軍的空中照片繪入地圖。